# مصنف عبد الرزاق
مصنف عبد الرزاق: هو أحد كتب الحديث عند أهل السنة والجماعة، وهو من أوائل كتب رواية الحديث في تاريخ الإسلام. جمع أحاديثَه ورواها الإمام عبد الرزاق الصنعاني (ت: 211 هـ)، ورتب أحاديثه على ترتيب أبواب الفقه، فقسم الكتاب إِلَىٰ 31 كتاباً فقهياً متفرعاً إلى أبواب، اشتملت على 19.202 نصاً مسنداً. ولقد بدأها المصنف بكتاب الطهارة، واختتمها بكتاب أهل الكتابين. ونظراً لأهميته الشديدة، فقد وصف الحافظُ الذهبي هذا الكتابَ بأنه خزانة علم.

## الوصف
لم يقتصر المصنف على رواية الأحاديث المرفوعة فقط، بل روى أيضاً أحاديثَ موقوفة ومقطوعة، ولم يشترطِ الترتيبَ بينها. كما أكثر من رواية آراء شيخه الإمام مَعْمَر في المسائل التي ينقلها. ولم يشترط الصحة لرواية الأحاديث والأخبار، فروى الصحيح والحسن والضعيف. وتميز الكتاب بعلو أسانيده، فأغلب الأسانيد أتت ثلاثية. روى الكتاب إسحاق بن إبراهيم الدبري، وإبراهيم بن منصور الرمادي، ومحمد بن يوسف الجذافي، ومحمد بن على النجار. وقام العالم ابن مفرج الأندلسي بإصلاح الحروف التي صحفها إسحاق بن إبراهيم الدبري. وفي العصر الحديث، قام العلامة حبيب الرحمن الأعظمي بتحقيق الكتاب، وقام المكتب الإسلامي ببيروت بطباعة الكتاب بتحقيق الأعظمي. كما توجد رسالة علمية بعنوان «زوائد عبد الرزاق على الكتب الستة».

## شيوخ عبد الرزاق في المصنف
وعدد المرويات في طبعة دار التأصيل هو (22126) وعدد الشيوخ (176)،
| التسلسل | الشيخ                  | عدد مروياته |
| ------- | ---------------------- | ----------- |
| 1       | معمر                   | 8415        |
| 2       | ابن جريج               | 5106        |
| 3       | الثوري                 | 4671        |
| 4       | ابن عيينة              | 1082        |
| 5       | إبراهيم بن أبي يحيى    | 292         |
| 6       | إسرائيل                | 257         |
| 7       | معتمر                  | 245         |
| 8       | عبد الله بن عمر بن حفص | 242         |
| 9       | مالك                   | 237         |
| 10      | هشام القردوسي          | 230         |
| 11      | هشيم                   | 107         |